# ینس لانگنکه
ینس لانگنکه (انگلیسی: Jens Langeneke؛ زادهٔ ۲۹ مارس ۱۹۷۷) بازیکن فوتبال اهل آلمان است.
از باشگاه‌هایی که در آن بازی کرده‌است می‌توان به باشگاه فوتبال روت وایس اهلن، باشگاه فوتبال اسنابروک، و باشگاه فوتبال فورتونا دوسلدورف اشاره کرد.